# Denise De Weerdt
Denise De Weerdt (née à Gand le 3 mai 1930 et morte le 14 août 2015) est une historienne, bibliothécaire, socialiste et féministe belge. Elle est l'auteure de nombreux ouvrages et articles scientifiques, notamment sur l'histoire du mouvement ouvrier et l'histoire des femmes. Elle est considérée comme la pionnière de l'histoire de genre du Belgique. Elle est aussi une personnalité respectée et appréciée dans le secteur des bibliothèques et des archives, en Belgique et à l'étranger.

## Biographie

### Jeunesse et formation
Denise De Weerdt est née dans une famille ouvrière socialiste de Gand. Sa mère est une ouvrière textile et syndicaliste à Menin et son père métallurgiste. Ses parents s'installent à Gand où son père devient tourneur à la fabrique de cuivre de la coopérative Vooruit. Frappés pas la crise économique, ils tiennent ensuite un café. Elle fréquente l'école primaire communale de filles de l'avenue Rijhove où elle habite durant ses dix premières années. En 1942, elle entre au lycée communal. Elle est membre des Jeunes socialistes.   
En 1948, elle entre à l'Université de Gand pour étudier l'histoire contemporaine, en relation avec la sociologie et la culture. Elle suit, entre autres, les cours de Hans Van Werveke et Jan Dhondt. Elle y obtient, en 1952, une licence en arts et philosophie. Son travail porte sur les travailleurs et le mouvement ouvrier du XIXe siècle et est publié en 1959, sous le titre De Gentse textielbewerkers en arbeidersbeweging tussen 1866 en 1881 (Les travailleurs du textile de Gand et le mouvement ouvrier entre 1866 et 1881: contributions à l'histoire sociale). 
En 1968, elle obtient son doctorat en philosophie et lettres, toujours à l'Université de Gand. Sa thèse sur les origines du Parti socialiste belge a été récompensée en 1971 par le prix triennal de la Fondation socio-économique Camille Huysmans (pour la période 1968-1971). Un an plus tard, la Fondation publie la thèse sous forme de livre sous le titre De Belgische socialistische arbeidersbeweging op zoek naar een eigen vorm, 1872-1879 (Le mouvement ouvrier socialiste belge à la recherche de sa propre forme 1872-1880). 
Elle reste fidèle à ses origines et rejoint d'abord la jeunesse socialiste puis le mouvement étudiant socialiste flamand,. 

### Carrière

#### Bibliothèque
Après plusieurs années comme enseignante en sciences humaines et comme correctrice au journal Vooruit, Denise De Weerdt entre, en 1958, comme stagiaire à la Bibliothèque royale de Belgique (KBR) à Bruxelles. Elle y passera la majeure partie de sa carrière professionnelle, d'abord cheffe du département Catalogue thématique, puis cheffe du département Formation professionnelle et méthodologie et, à partir du 1er septembre 1990, conservatrice en chef par intérim jusqu'à sa retraite le 31 décembre 1991. Durant cette période, elle enseigne également dans les écoles de bibliothèques d'Anvers et de Bruxelles et est nommée chef du département Formation professionnelle et méthodologie en 1975.
En plus de son travail, elle participe à la promotion et à la coopération du secteur bibliothèque et documentation dans de nombreux organismes, comme la Vlaamse Vereniging voor Bibliotheek-, Archief en Documentatiewezen (Association flamande de la bibliothèque, des archives et de la documentation, VVBAD), le Samenwerkingsorgaan Bibliotheek en Documentatie (Organe coopératif bibliothèque et documentation, SABIDO), le Nederlands Bibliografisch centrum (Centre bibliographique néerlandais), het Vlaams centrum voor de Bibliografie van de Neerlandistiek (Centre flamand de bibliographie des études néerlandaises).
Au niveau international elle est membre, en 1974, d'un groupe de travail du Comité d'information et de documentation sur la science et la technologie de la Communauté économique européenne.
À partir de 1976, elle est membre de la Commission administrative du patrimoine de la KBR, du jury de recrutement et de promotion du personnel, du conseil scientifique et présidente du conseil du personnel.  
Elle est membre du conseil d'administration de l'AMSAB - Institut d'histoire sociale, où elle est également bénévole pendant la période 2000-2011.

#### Recherche et publications
Denise De Weerdt a publié de nombreuses monographies et articles sur l'histoire du mouvement ouvrier socialiste, la bibliothéconomie et l'histoire du mouvement des femmes en Belgique. 
- De Gentse textielbewerkers en arbeidersbeweging tussen 1866 en 1881, Louvain, Nauwelaerts, 1959
- De Belgische socialistische arbeidersbeweging op zoek naar een eigen vorm, 1872-1879 (thèse de doctorat), Anvers, Stichting Camille Huysmans, 1972

Denise De Weerdt est une pionnière de l'histoire du genre en Belgique. Ses publications sur l'histoire du mouvement des femmes sont des œuvres majeures pour l'histoire du féminisme en Belgique et ses analyses sont toujours d'actualité.  
« Ces préjugés ont conduit au fait que, même si la femme était ou voulait être vraiment active, elle l'était dans des domaines considérés comme non contraires à son orientation et à ses intérêts: les enfants, les soins aux malades, le travail social,... Ces préjugés ont une existence très dure et durent longtemps dans les cercles progressistes et réactionnaires, tant chez les hommes que chez les femmes. Quiconque en doute devrait essayer de lancer la discussion sur le sexisme dans les environnements masculins les plus évolués. » (Denise De Weerdt, En de vrouwen, cité par Rosa)  
- En de vrouwen? : vrouw, vrouwenbeweging en feminisme in België, 1830-1969, Gand, Masereelfonds, 1980  (ISBN 978-9064170416)

- De  dochters van Marianne: 75 jaar Socialistische Vooruitziende Vrouwen, Anvers, Hadewijch, 1997  (ISBN 9789052404462)
- De  vrouwen van de Eerste Wereldoorlog, Gand, Stichting Mens en Kultuur, IGM, 1993
- avec Carla Galle, 100 jaar socialistische vrouwenbeweging, Bruxelles, Socialistische Vrouwen, 1985 (ISBN 9789072931481)

Elle est membre de nombreux comités et groupes de travail nationaux et internationaux liés à ses domaines d'intérêt. Elle publie également de nombreuses contributions dans diverses revues professionnelles sur la profession de bibliothécaire.  

### Parti socialiste
À part quelques courtes périodes à Anvers (en 1956) et à Saint-Gilles (de 1959 à 1976), elle reste fidèle à sa ville natale. Pendant son séjour à Bruxelles, elle est membre de la section de Saint-Josse du parti socialiste. Plus tard, avec sa collègue Lydia de Pauw, elle adhère au Rode Leeuwen, issu d'une scission entre francophones et néerlandophones du Parti socialiste.
Elle est conseillère communale socialiste de Gand de 1989 à 1994 et, à ce titre, membre du conseil d'administration de la Bibliothèque communale.
Elle fait partie du Conseil des femmes socialistes et du Conseil des Femmes prévoyantes socialistes.

### Vie privée
En 2007, Denise De Weerdt publie ses mémoires dans Mijn waarheid : herinneringen aan een Gentse jeugd, 1930-1958 (Gand, AMSAB, 2007). Elle y parle de sa jeunesse à Gand, de ses premières amours, de ses études à l'Université de Gand et de ses débuts de carrière,.
Pendant longtemps, Denise De Weerdt a été discrète sur sa bisexualité. Elle donne une interview sur cet aspect de sa vie dans le livre Oud is out ervaringen van lesbische en biseksuele vrouwen, geboren voor 1945 (2009). 
« Mes préférences sexuelles n'ont pas été décisives dans les choix que j'ai faits dans ma vie. Ils ont joué un rôle et font partie de mon identité, mais je doute que j'aie quelque chose comme une identité « lesbienne » ou « bisexuelle ». »
En 1996, Denise De Weerdt cofonde le centre d'archives et de documentation gays / lesbiennes Fonds Suzan Daniel, dont elle est codirectrice jusqu'en 2011,. Le centre rassemble des documents historiques de la communauté LGBT et les met à la disposition des parties intéressées,.
Elle décède le 14 août 2015 à Gand.

## Distinctions
Après sa retraite, elle est nommée Conservatrice en chef honoraire de la Bibliothèque royale. 
Un chemin dans un lotissement de Gand porte le nom de « Denise De Weerdtpad ». 